# Cambroernida
Cambroernida là một nhóm động vật trong động vật miệng thứ sinh, có đơn vị phân loại là không phân hạng. Chúng bao gồm một số loài sống từ Sớm Đại Cổ sinh. Cambroernida bao gồm Herpetogaster và Phlogites, cũng như các loài Eldoniidae (bao gồm các loài của kỷ Cambri Eldonia lugwigi từ Đá phiến Burgess tại Canada, Stellosmites eumorphus, Rotadiscus grandis và Pararotadiscus guizhouensis từ Tây Nam Trung Quốc và Seputus pomeroii từ kỷ Ordovic tại Ireland). Nó được đặt vào nhánh Ambulacraria (Echinodermata+Hemichordata).